# 레그니차 전투
레그니차 전투(폴란드어: Bitwa pod Legnicą, 독일어: Schlacht bei Liegnitz, 영어: Battle of Legnica), 리그니츠 전투 또는 발슈타트 전투(영어: Battle of Wahlstatt, 독일어: Schlacht bei Wahlstatt)는 1241년 4월 9일 실레지아 공국의 도시 레그니차 인근 레그니키 폴(현 폴란드 돌니실롱스크주 레그니차)에서 일어난, 몽골 제국의 군대와 유럽 지역 연합군 사이의 전투이다.
경건공 헨리크 2세가 지휘하는 폴란드, 모라비아 군대와 봉건 귀족 및 교황이 파견한 기사수도회의 소수 기사들로 구성된 지원군은 몽골의 유럽 침략을 막아보고자 했다. 이 전투는 몽골군이 좀 더 규모가 컸던 모히 전투에서 헝가리군에 승리를 거두기 이틀 전에 벌어졌다.

## 역사적 논란
많은 과거의 전투가 그렇듯이, 군대 구성, 전략 및 실제 전개 과정에 대한 정확한 정보들이 부족하며 때로는 현시대에서도 이러한 점은 마찬가지이다.
일반적인 역사적 관점은 폴란드와 마조비아군들이 막대한 피해를 입으며 대패했다는 점이다. 몽골군은 이 당시에 폴란드 서부 지역 원정에 대한 의도가 없었던 걸로 알려졌는데, 폴란드로 간 몽골군이 헝가리 왕국을 정복하기 위해 몽골군 본대를 도우러 갔기 때문이다.
몽골군 지휘관 중 한 명인, 카단은 중세 연대기작가들에게 오고타이 칸의 손자 카이두로 자주 혼동되어서, 카이두가 레그니차 전투에서 몽골군을 지휘한 것으로 자주 등장한다.

## 배경
몽골 제국은 쿠만인들이 자신들의 세력권에 굴복했다고 생각했으나, 쿠만인들은 서쪽으로 달아나 헝가리 왕국으로 망명을 떠났다. 헝가리 왕국의 왕 벨러 4세가 쿠만인들을 내놓으라는 바투 칸의 최후 통첩을 거부하자, 수부타이는 몽골의 유럽 침략을 기획한다. 바투와 수부타이는 헝가리를 공격하기 위해 두 개의 군을 지휘했고, 바이다르, 카단, 오르다 칸이 지휘하는 제3 군은 헝가리를 도우러 올지 모르는 북쪽의 유럽 세력들을 무력화하기 위한 우회 공격으로써 폴란드를 공격했다.
오르다의 군대가 폴란드 북부와 리투아니아 남쪽 국경 사이를 황폐화했다. 바이다르와 카단의 군대는 폴란드 남부를 공격했는데, 처음에는 산도미에시를 약탈하고 그 뒤에 3월 3일에 일어난 투르스코 전투에서 폴란드군을 격퇴시키고, 3월 18일에 치미엘니크 전투에서 또다른 폴란드군에 승리를 거둔다. 3월 24일에 이들은 크라쿠프를 점령하여 불태워버리고 며칠 뒤에 실레지아 공국의 수도 브로츠와프를 점령하려 했으나 실패한다.
바이다르와 카단이 브로츠와프를 점령할지 말지를 결정하고 있을 때, 이들은 보헤미아 왕국의 왕 바츨라프 1세가 헨리크의 병력의 두 배나 되는 병력을 이끌고 이틀 전에 출발했다는 소식을 듣게 되었다. 몽골군은 유럽군이 합류하기 전에 헨리크의 병력을 가로막기 위해 브로츠와프에서 고개를 돌렸고, 레그니차 폴 인근 레그니차에서 헨리크의 군대를 따라잡는 데 성공했다.

## 구성

### 몽골군

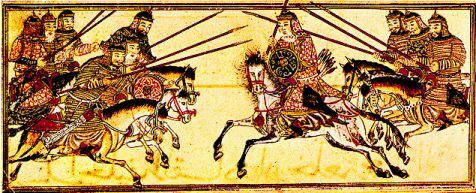
몽골군의 중기병 (13-14세기).

수부타이의 본대에서 파견된, 몽골의 분견대 (최소한 1개에서 2개 정도의 투먼)는 전술적 기동성과 궁기병의 속도에 대한 이점을 나타냈다. 몽골군의 전술은 근본적으로 널리 퍼져있는 부대들의 여러 차례의 허위 공격과 후퇴였는데, 이러한 전투 방식은 원거리 공격으로 적들을 지속적이면서 천천히 고갈시키고, 적들의 대형을 흐트러트리며, 적의 본대에서 떨어져 나온 다수의 병력을 기습 공격하기 위한 것이었다. 이런 방식은 주요 전투에서 기본적으로 사용된 몽골군의 표준 전술이었으며, 지속적인 전술 훈련과 깃발 체계를 사용한 전장에서의 우월한 의사소통을 통해서 이 전략 방식이 가능했을 것이다. 몽골군 지휘관들은 전장에서 가장 높은 지점을 찾고 선점하여 노얀 또는 그 보다 낮은 지휘관들에게 병력의 움직임을 명령하기 위한 의사소통을 위해 사용했다. 몽골군의 전술 체계는 기사들이 보조 병력들과 의사소통 없이 진격하는, 유럽의 전술 방식과는 완전히 반대였다.
전투에 투입된 병력의 수를 파악하기가 난해하다. 몽골군 수에 대한 유럽인들의 기록은 다양한데, 일부는 레그니차에서만 10만 명이 넘는다고 했다. 그러나 그 수치는 유럽 지역에 있던 몽골군 병력 보다 훨씬 많다는 것과 13세기 서유라시아 지역의 몽골군 병참 지원이 미약했던 점을 고려하지 않은 것으로, 극심하게 과장된 것이다. 최근 연구에서는 몽골군의 병력이 최대 25,000명의 기병으로 추측한다. 프란체스코회 수도사 C. de Bridia Monachi가 남긴 Historia Tatarorum에선 몽골군 병력이 1만 명이고, 이전의 전투들에서 병력 손실을 겪은 후에는 8,000명 가량으로 줄었다고 한다. 동시대의 유럽 기록 Ystoria Mongalorum에서 몽골군이 1만 명의 기병으로 폴란드를 침입했다고 하며, 이 병력 수치에 대한 근거를 제시한다.

### 폴란드 및 동맹 측
제임스 챔버스에 따르면, 헨리크의 병력은 거의 그럴 일을 없어보이지만, 최대 25,000명으로 잡았으며, 이들 중 많은 수는 훈련을 받지 않았고 장비도 불충분했으며, 때로는 교역용 도구 이외에 다른 무기조차도 없었다고 한다. 훈련이 낮은 병력에는 비만공 미에슈코 2세 휘하의 오폴레 출신의 병력, 모라비아 변경백 데폴티츠 3세의 아들 볼레슬라프가 지휘하는 모라비아군, 비엘코폴스카에서 온 징집병, 멀지 않은 곳에 세워진 마을 골트베르그(Goldberg)(Złotoryja)에서 자원해서 온 바이에른 출신 광부들이 있었다. 헨리크의 보다 잘 훈련된 병력들은 그의 실레지아 피아스트 공작령들에서 모은 병력들과 용병, 극소수의 프랑스 출신 성전기사단 분견대, 다른 외국인 자원병들이었다.
역사가 Marek Cetwiński는 유럽 동맹군이 2,000명이라고 추측한 반면에, Gerard Labuda는 7,000–8,000명이라고 추측했다.
수가 부정확한 튜턴 기사단 파견대가 동맹군에 가담했다고 전통적으로 여겨지지만, 최근에 Labuda가 15세기 쓰여진 Annals of Jan Długosz를 분석한 바에 의하면, 튜턴 기사단은 연대기작가 Jan Długosz가 연대기를 작성을 마친 이후에 추가되었을 수도 있다고 한다. 튜턴 기사단의 프로이센 관구장 포포 폰 오스테르나가 이 전투에서 전사했다는 전설은, 그가 아내의 수녀원을 방문하는 동안에 이 전투에서 사망했기에 거짓이다. 구호 기사단 역시도 이 전투에 참여했었다고 하지만, 이 이야기도 후대의 기록에서 더해진 것으로 보이는데, Jan Długosz의 문서나 성전기사단의 단장 Ponce d'Aubon가 프랑스 왕에게 보낸 편지에서도 구호 기사단을 언급하지 않는다. Peter Jackson은 레그니차 전투에 참전한 기사단은 성전기사단뿐이었다고 더욱 강조했다. 성전기사단의 기여는 몹시 적었고, 잘 훈련되고 장비를 잘 갖춘 병력이 대략 68–88명으로 추정된다. 프랑스 왕에게 보낸 문서에서 그들의 형제 기사단원 3명, 사관 2명, 500명의 '사내'를 잃었다고 전하는데, 이들의 용어를 고려할 때 사내는 그들의 영지에서 일하는 농민으로 보이며, 따라서 연합군의 다른 병력들 보다 장비를 갖추었거나 훈련을 받지는 않았다.

## 전투 과정

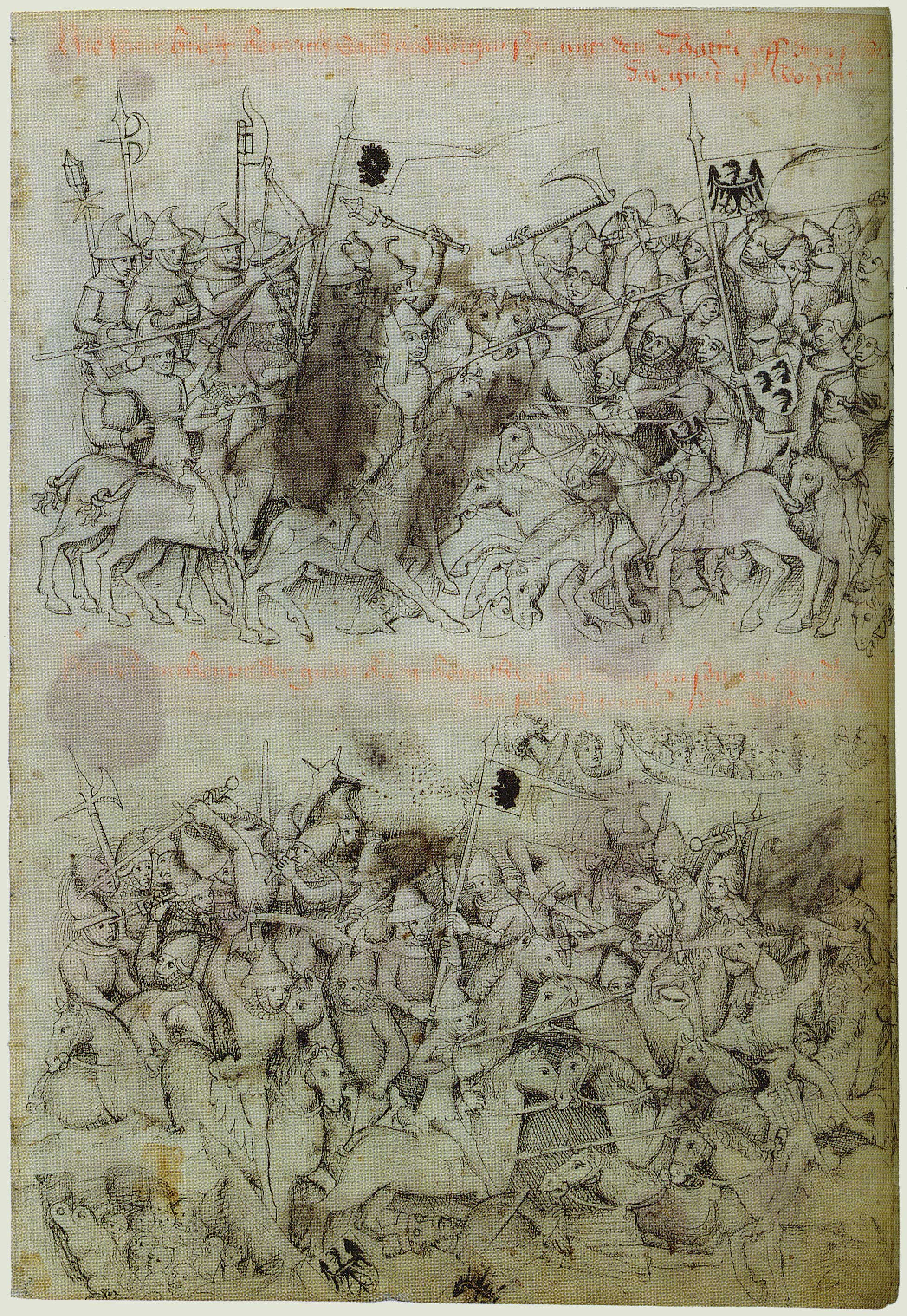
레그니차 전투에서 전사한 헨리크 2세.

헨리크 2세는 병력을 모라비아의 볼레슬라프가 이끄는 바이에른 광부들, 전사한 크라코프 궁전백의 형제인 Sulisław가 이끄는 일부 크라코비아군과 비엘코폴스카 징집군, 미예스코 휘하의 오폴레군, 헨리크가 직접 통솔하는 실레지아군, 모라비아군, 성전기사단원 등 4부대로 나누었다.
챔버스의 전투 묘사에 의하면, 실레지아의 기병대가 몽골군의 선봉대 (만구다이)와 교전을 하기 시작했다. 실레지아 기병대가 밀려나가자, Sulisław 휘하의 비엘코폴스카 기병대와 오폴레의 기병대가 몽골군을 공격했다. 몽골군 선봉대는 퇴각을 하여, 유럽 연합군 기병대가 자신들을 쫓게 했고, 이에 따라 연합군 기병대를 보병들과 떨어뜨려 놓았다. 만구다이가 퇴각했지만, 몽골군 경기병들이 폴란드군 측면에 배치되어 있었고, 몽골군의 움직임을 숨기고 폴란드군을 혼란시키기 위해 연막이 사용되었다. 몽골군 경기병들이 폴란드군의 측면에서 공격하고 중기병들이 정면에서 공격하는 동안에, 몽골의 궁병들이 폴란드군에 화살을 퍼부었다.
Erik Hildinger는 볼레슬라프의 징집병들이 실제지아군 대신에 공격을 이끌었다고 설명한다. 폴란드 기병대들이 몽골군의 거짓 퇴각을 벌이는 동안 이들을 추적하기 시작한 뒤에, 기수 한 명이 폴란드군 측에 "달려라! 달려!" (폴란드어로)라고 소리치며, 미예스코에게 혼란을 주었고, 미예스코는 자신의 오폴레 병력에게 전장에서 퇴각 명령을 내렸다며 설명을 덧붙였다. 이 철수는 헨리크가 자신의 예비 병력과 기병대들을 전투에 투입하게 했다.
몽골군은 거짓 후퇴로 전장에서 많은 성공을 거뒀다. 폴란드 기사들이 달아나는 몽골군을 추적하러 유럽 연합군의 본대에서 떨어지면서, 몽골군은 기사들과 보병대들을 분리시켜낼 수 있었고, 이들을 하나씩 격퇴시켰다.
Annals of Jan Długosz가 실제 전투가 벌어진 시기가 아닌, 15세기에 쓰였지만, 이 전투에 대해서 묘사하고 있다. 헨리크 2세의 병력은 거의 전멸당했고 헨리크와 모라비아의 볼레슬라프는 전사했으며, 사망한 숫자는 2,000명에서 거의 전부에 해당하는 40,000명 범위로 추측한다. 성전기사단장 Ponce d'Aubon은 프랑스의 왕 루이 9세에게 기사단은 레그니차와 그 후에 세 개의 성전기사단 마을 및 "탑"에서 일어난 약탈로 500명을 잃었으며 이들 중에 9명의 성전기사단 형제, 기사 3명, 사관 2명을 잃었다고 보고했다. 여기서 500명의 수치는 마을의 민간인들을 포함한 것으로 보인다. 몽골군의 피해 규모는 알려지지 않았고, 이들의 전형적인 전술을 이용한 완벽한 작전이 피해를 최소화했고 공격해오는 보헤미아군을 돌려보낼 만큼의 충분한 병력을 유지해냈다.
몽골군은 전사자의 수를 세기 위해 죽은 유럽인의 오른쪽 귀를 잘랐고, 전해진 바에 의하면 9개의 자루에 채워졌다고 하며, 이 기록은 몽골에 대한 다수의 유럽 기록들에서도 보이므로 타당성이 있다. 헨리크는 개인 호위병들 3명과 전장에서 이탈하려다가 전사했고 그의 머리는 잘렸다. 이후 몽골군이 레그니차 마을 앞에서 창에 그의 머리를 올려두고 행진했다.

## 결과 및 영향

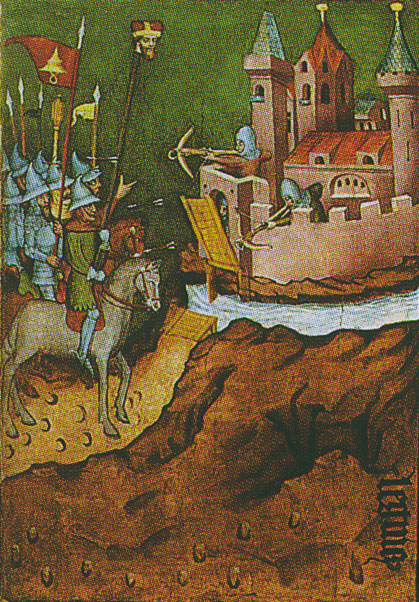
실레지아의 성 헤드비히 교회의 제단 장면 중 한 장면: 몽골군이 방어군의 사기를 떨어트리기 위해 긴 창에 헨리크 2세의 머리를 달아 보여주고 있다. 1430년 작.

하루 거리에 있던 바츨라프 1세는 레그니차 전투의 패배 소식을 듣고나서, 튀링겐과 작센의 지원군을 모으기 위해 되돌아갔다. 그는 크워츠코에서 몽골군 선봉대에게 따라잡히고 말았으나 그의 병력은 레그니차의 병력보다 훨씬 많고 강했기에, 몽골군 선봉대는 보헤미아 기병대에게 밀려났다. 바이다르와 카단의 명령이 분견대로서 활동하는 것이었기에, 이들은 보다 큰 부대였던 보헤미아군과 정면으로 맞서는 걸 피하고, 그동안 부대를 쪼개어 소규모 마을과 도시들을 약탈하며, 보헤미아군을 묶어놓았다. 마침내 몽골군은 보헤미아와 폴란드에서 고개를 돌려, 모히 전투에서 헝가리군에게 승리를 거둔 바투와 수부타이가 있는 남쪽으로 향했다.
바투 칸이 몽골에서 돌아온 후, 바투와 그의 친척들간에 사이가 몹시 안 좋아져서 몽케 칸이 카간으로 선출되고 나서야 바투는 다시 유럽이 있는 서방으로 향하는 걸 고려해 볼 수 있었다. 그러나 서방 계획을 실현하기 전인 1255년에 그는 사망하고 만다. 바투의 형제 베르케 하에서, 킵차크 칸국은 베르크 칸이 바그다드 전투와 칼리프 알 무스타으심을 살해한 것으로 경멸했던 훌라구 칸이 다스린 일 칸국의 친척들과 분쟁에 휩싸인다.
주로 약탈에 목적을 둔, 폴란드에 대한 대규모 침략이 이후에 시작됐다. 부룬다이가 이끄는 몽골군의 1259–1260년 폴란드 약탈은 성공을 거둔다. 이들은 루테니아의 봉신들의 병력을 동반한, 툴라부가와 노가이 칸의 지휘하에서 다시 약탈을 강행하여, 1286년에는 성공을, 1287년에는 실패를 거두었다. 1270년대까지 몽골군은 지속적인 중앙 유럽 정복에 대한 열망을 보였지만, 폴란드와 헝가리는 킵차크 칸국의 영향권에서 벗어나 있었다. 이들의 동쪽인 루스인들의 영토는 수세기 간 킵차크 칸국의 통치 하에 남아 있었다. 레그니차 전투는 바르샤바에 있는 무명 용사의 무덤에서 "LEGNICA 9 IV 1241"이라는 비문으로 기려지고 있다.

## 같이 보기
- 칼카강 전투
- 모히 전투
- 킵차크 칸국
- 몽골 제국
- 몽골인
- 오고타이 칸
- 수부타이

## 참고 문헌
- Maroń, Jerzy (2001). 《Koczownicy i rycerze. Najazd Mongołów na Polskę w 1241 roku na tle sztuki wojennej Europy XII i XIII wieku》. Wrocław: Oficyna Wydawnicza Arboretum. ISBN 978-83-932793-2-6.
- Korta, Wacław (1983). 《Najazd Mongołów na Polskę i jego legnicki epilog》. Katowice: Śląski Instytut Naukowy. ISBN 83-00-00646-X.
- Amitai-Preiss, Reuven (1995). 《Mongols and Mamluks: The Mamluk-Ilkhanid War, 1260–1281》. Cambridge: Cambridge University Press. ISBN 0-521-46226-6.
- Hildinger, Erik (1997). 《Warriors of the Steppe: A Military History of Central Asia, 500 BC to 1700 AD》. New York: Sarpedon. ISBN 1-885119-43-7.
- Jackson, Peter (2005). 《The Mongols and the West, 1221–1410》. Longman. ISBN 0-582-36896-0.
- Morgan, David (1986). 《The Mongols》. Oxford: Blackwell. ISBN 0-631-17563-6.
- Nicolle, David (1990). 《The Mongol Warlords: Genghis Khan, Kublai Khan, Hulagu, Tamerlane》. Poole: Firebird. ISBN 1-85314-104-6.
- Reagan, Geoffry (1992). 《The Guinness Book of Decisive Battles》. New York: Canopy Books.
- Saunders, John J. (2001) [1971]. 《The History of the Mongol Conquests》. Philadelphia: University of Pennsylvania Press. ISBN 0-8122-1766-7.
- Busk, William (1856). 《Medieval Popes, Emperors, Kings, and Crusaders》. London: Hookham and Sons, Old Bond Street. ISBN 978-1-330-89877-2.
- Soucek, Svatopluk (2000). 《A History of Inner Asia》. Cambridge: Cambridge University Press. ISBN 0-521-65169-7.
- Grant, Reg (2011). 《1001 Battles That Changed the Course of World History》. New York: Rizzoli International Publications,Inc. ISBN 978-0-7893-2233-3.